# Palazzo di Renata di Francia

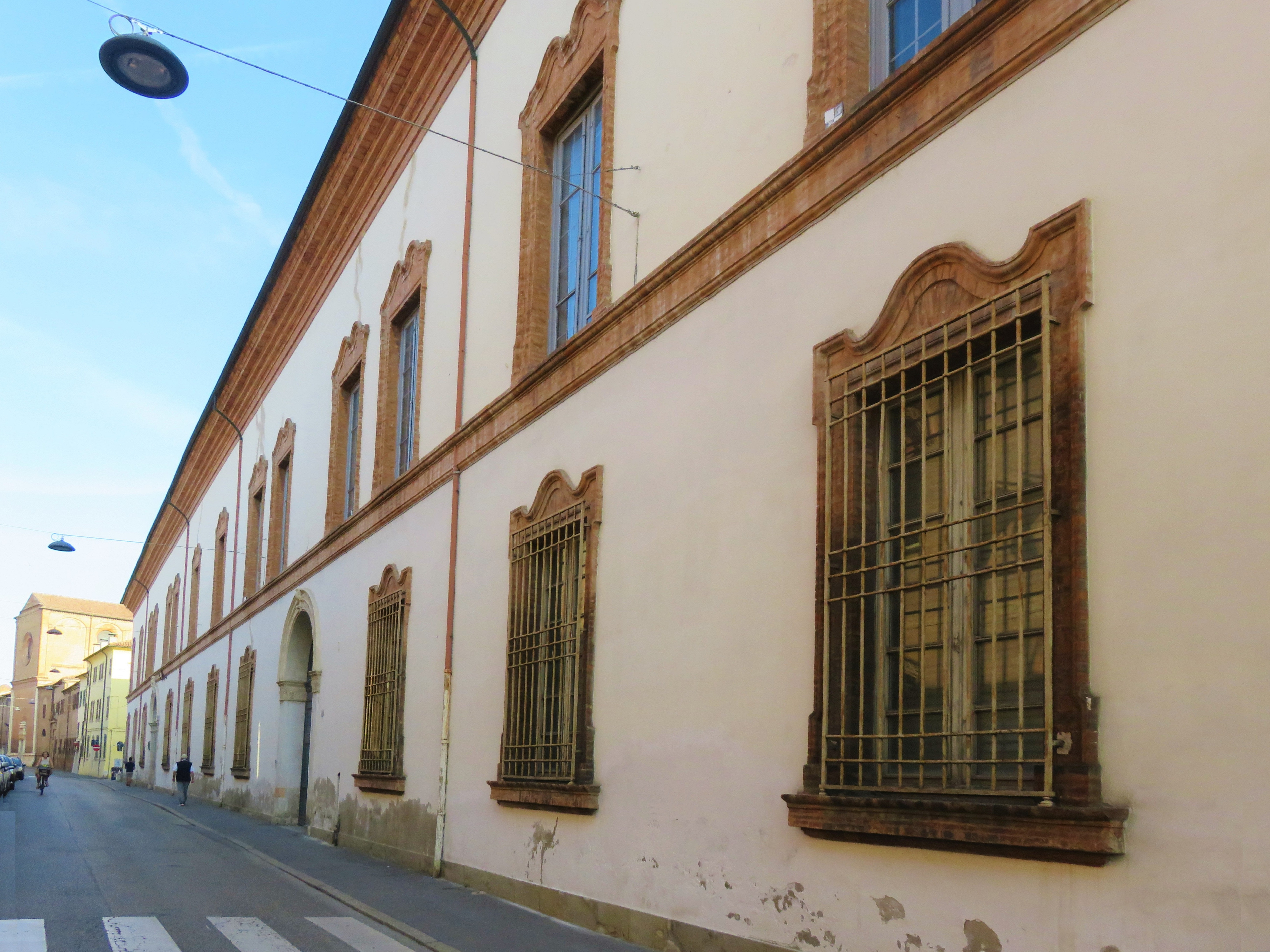
Fassade des Palazzo di Renata di Francia

Der Palazzo di Renata di Francia, auch Palazzo Gavasini oder Palazzo Pareschi, ist ein Palast in Ferrara in der italienischen Region Emilia-Romagna. Er liegt an der Via Savonarola 9. Der Palast war bis 2015 Hauptsitz der Büros, des Sekretariats und des Concierge der Universität Ferrara.

## Geschichte

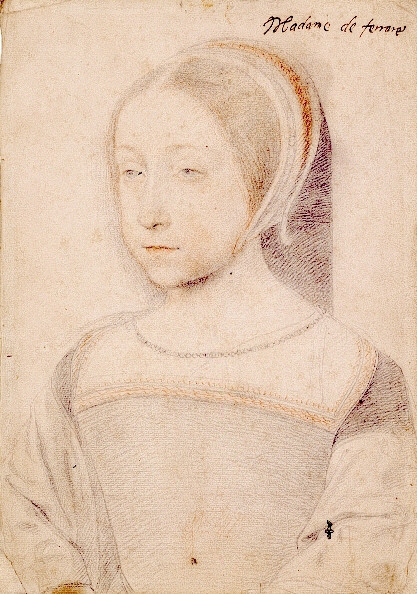
Renata di Francia

Der Palast ist nach Renée de France (it.: Renata di Francia), der Gattin des Fürsten Ercole II. d’Este und Tochter des französischen Königs Ludwig XII., benannt.
Er wurde im 15. Jahrhundert als Wohnstatt für die Familie D’Este vom Architekten Benvenuto degli Ordini errichtet und auch der junge Biagio Rossetti war später dort beschäftigt, auch wenn man seine architektonische Handschrift an dem heutigen Palast nicht mehr erkennen kann.
Als Renée de France 1528 heiratete und nach Ferrara kam, war sie katholischen Glaubens, aber bald gab es den begründeten Verdacht, dass sie mit dem Calvinismus sympathisierte. Nachdem sie gezwungen worden war, der „Häresie“ abzuschwören, wollte sie weit weg vom politischen und religiösen Zentrum der Stadt leben und zog in den Palast.
Seit 1959 wird der Palazzo di Renata di Francia von der Universität Ferrara genutzt. Sie kaufte ihn nach einer grundlegenden Restaurierung durch den Architekten Piero Bottoni im Jahre 1963.

## Beschreibung
Das Hauptgeschoss des zweistöckigen Gebäudes ist reich an Salons, deren Decken mit Fresken verziert sind. Besonders bemerkenswert sind vier Decken, die Mitte des 18. Jahrhunderts mit mythologischen Szenen dekoriert wurden.
Hinter dem Palast gibt es noch den Parco Pareschi, der heute öffentlich zugänglich ist. Er ist von hohen Mauern umgeben; der Eingang ist vom Corso Giovecca aus.